# اتاقک تحت فشار

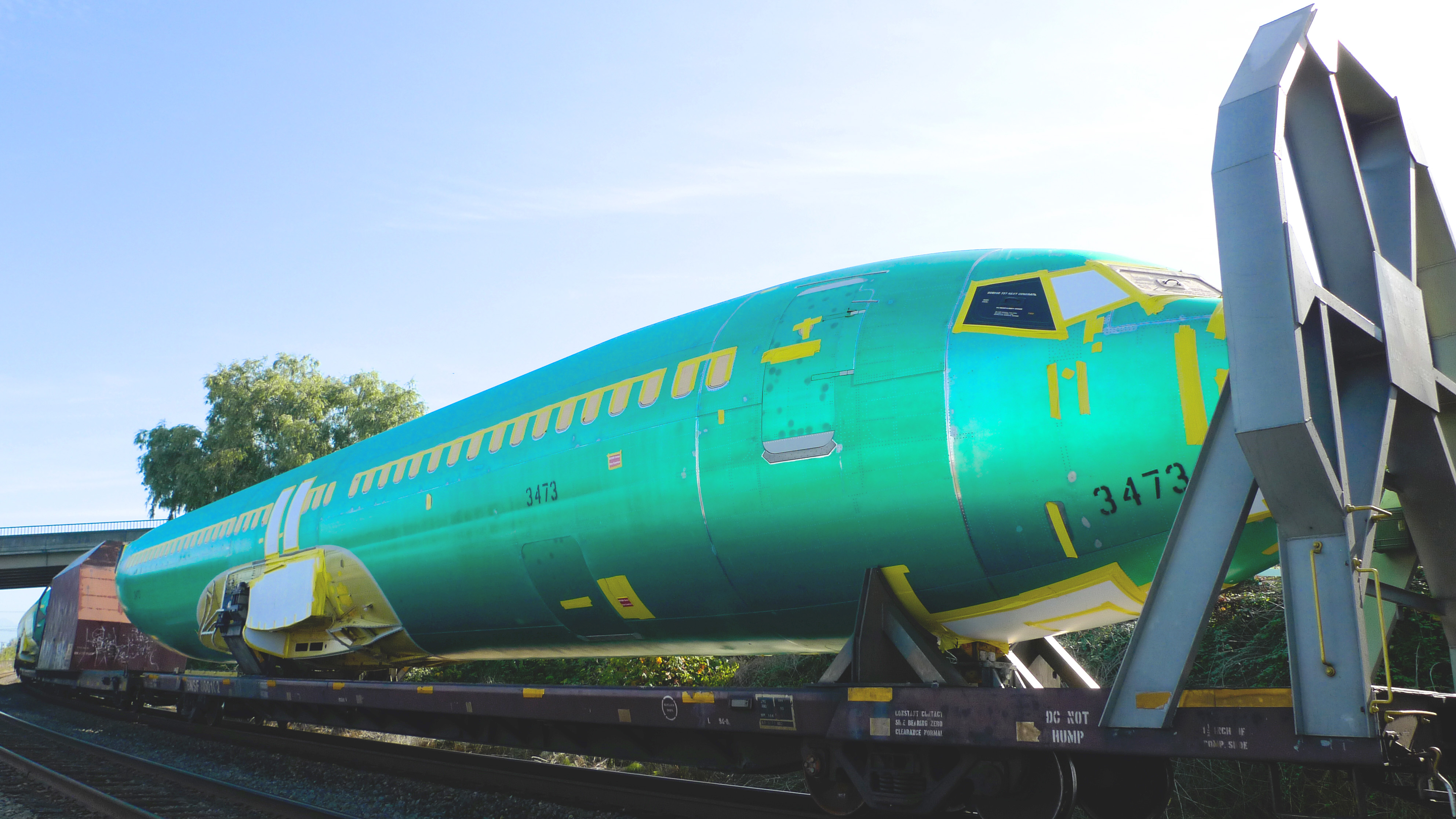
بدنه هواپیما، مانند این بوئینگ ۷۳۷، از یک مخزن تحت فشار استوانه ای تشکیل شده‌است.

فشرده‌سازی کابین فرآیندی است که در آن هوای مطبوع به داخل کابین هواپیما یا فضاپیما پمپ می‌شود تا محیطی امن و راحت برای مسافران و خدمه پرواز در ارتفاعات بالا ایجاد شود. برای هواپیما، این هوا معمولاً از خروجی موتورهای توربین گاز در مرحله کمپرسور تأمین می‌شود و برای فضاپیماها با مخازن تحت فشار بالا و اغلب برودتی حمل می‌شود. هوا قبل از اینکه توسط یک یا چند سامانه کنترل محیطی به داخل کابین توزیع شود در صورت لزوم سرد و مرطوب شده و با هوای در گردش مخلوط می‌شود. فشار کابین توسط شیر خروجی تنظیم می‌شود.

## همچنین ببینید
- اتمسفر (یکا)
- هوای فشرده
- لباس فضانوردی